# Lozova, Volociîsk
Lozova (în ucraineană Лозова) este un sat în comuna Kopacivka din raionul Volociîsk, regiunea Hmelnîțkîi, Ucraina.

## Demografie
Componența lingvistică a localității Lozova
     Ucraineană (99,12%)
     Alte limbi (0,88%)
Conform recensământului din 2001, majoritatea populației localității Lozova era vorbitoare de ucraineană (99,12%), existând în minoritate și vorbitori de alte limbi.